# Juan Carlos Aramburu
Juan Carlos Aramburu (Villa Reducción, Córdoba, 11 de febrer de 1912 – Buenos Aires, 19 de novembre de 2004) va ser un cardenal argentí de l'Església Catòlica i Arquebisbe de Buenos Aires.

## Biografia
Aramburu va néixer a Reducción, a la província de Córdoba, l'11 de febrer de 1912. Als onze anys ingressà al Seminari Menor de Córdoba i, en concloure els seus estudis, va ser enviat al Col·legi Pius Llatinoamericà de Roma, on s'ordenà prevere el 28 d'octubre de 1934.
Aramburu va obtenir el Doctorat en Filosofia i Dret Canònic per la Universitat Gregoriana de Roma.
Entre 1934 i 1946 realitzà el seu treball pastoral a la diòcesi de Río Cuarto, sent professo i vicerector del Seminari de Córdoba, a més de ser professor de la Universitat Nacional de Córdoba.
El 7 d'octubre de 1946 el Papa Pius XII el nomenà bisbe titular de Platea i bisbe auxiliar de Tucumán amb només 35 anys, sent el bisbe més jove de la història de l'Argentina. Aramburu va ser consagrat bisbe a la ciutat de Córdona el 15 de desembre de 1946, per l'arquebisbe Fermín Lafitte; el 28 d'agost de 1953 va ser proclamat bisbe titular de Tucumán. El 13 de marzo de 1957 va ser promogut a arquebisbe de Tucumán, quan la seu va ser elevada a metropolitana.
Aramburu participà en totes les sessions del Concili Vaticà II.
El 14 de juny de 1967 va ser traslladat a l'arquebisbat de Buenos Aires com a arquebisbe titular de Torres de Bizacena i nomenat coadjutor, amb dret a successió, de la seu portenya.
Aramburu assistí a la II Conferència General de l'Episcopat Llatinoamericà, celebrat a Medellín, Colòmbia, entre el 24 d'agost i el 6 de setembre de 1968. Entre l'11 i el 28 d'octubre de 1968 assistí a la I Assemblea Extraordinària del Sínode de Bisbes celebrada al Vaticà. Succeí a Antonio Caggiano a la seu bonaerense el 22 d'abril de 1975. El 21 d'abril de 1975 va ser designat ordinari pels fidels de ritu oriental a l'Argentina que no tenien d'ordinari propi, càrrec que ocupà fins al 1990.
Aramburu va ser elevat a Cardenal prevere el 24 de maig de 1976, rebent el birret vermell i el títol de San Giovanni Battista dei Fiorentini. Participà en el Conclave del 25 al 26 d'agost que escollí a Joan Pau I; i al celebrat entre el 14 i el 16 d'octubre següent que escollí a Joan Pau II. Des del 27 de gener al 13 de febrer de 1979 assistí a la II Conferència General de l'Episcopat Llatinoamericà, celebrat a Puebla (Mèxic). El 31 de maig de 1981 va ser designat membre del Consell de Cardenals per l'estudi dels problemes organitzatius i econòmics de la Santa Seu. Assistí a la VI Assemblea Ordinària del Sínode de Bisbes celebrada al Vaticà entre el 29 de setembre i el 28 d'octubre de 1983.
Aramburu va ser acusat d'haver estat col·laborador de la dictadura militar:
| « | A l'Argentina no hi ha fosses comunes i a cada cadàver li correspon un taüt. Tot es registrà regularment als llibres corresponents. Desapareguts? No s'ha de confondre. Hi ha desapareguts que viuen tranquil·lament a Europa. | » |

Aramburu va estar d'acord amb les privatitzacions de Carlos Menem i donà suport obertament a l'indult pels militars.
Aramburu s'alternà amb el cardenal Raúl Primatesta, arquebisbe de Córdoba, al capdamunt de la Conferència Episcopal Argentina, i defensà la mediació papal en el conflicte limítrof entre Xile i Argentina.
El cardenal Aramburu va ser el primer a arribar a les noces d'or episcopals de la història de l'església argentina. Com és preceptiu segons el dret canònic, en arribar als 75 anys presentà la seva renúncia al govern de l'arquebisbat de Buenos Aires l'11 de febrer de 1987, però per petició del Papa Joan Pau II seguí 3 anys més al càrrec, fins al 10 de juliol de 1990 quan va ser succeït per Antonio Quarracino.
Aramburu va ser l'enviat especial del papa per a la celebració del Centenari de la Coronació de la imatge de Nostra Senyora de la Vall de Catamarca, el 12 d'abril de 1991. Va perdre el dret a votar al Conclave en complir els 80 anys, l'11 de febrer de 1992. Assistí a la IV Conferència General de l'Episcopat Llatinoamericà celebrada a Santo Domingo entre el 12 i el 18 d'octubre de 1992.
El cardenal Juan Carlos Aramburu va morir el 19 de novembre de 2004 a casa seva, al barri porteny de Belgrano als 92 anys, quan anava a dirigir-se cap al santuari de Sant Gaietà, al barri de Liniers, on dues vegades a la setmana confessava els fidels. En el moment de la seva mort estava acompanyat del seu secretari privat des de 1970, Miguel Ángel Irigoyen, qui li administrà la unció dels malalts.